# إدي لاسي
إدي لاسي (بالإنجليزية: Eddie Lacy)‏ هو لاعب كرة قدم أمريكية أمريكي، ولد في 2 يونيو 1990 في غريتنا في الولايات المتحدة.

## وصلات خارجية
- إدي لاسي على موقع إي إس بي إن.كوم (أن.أف.أل)3
- إدي لاسي على موقع مرجع كرة القدم المحترفة.كوم (الإنجليزية)
- إدي لاسي على موقع كلية كرة القدم في سبورتس رفرنس.كوم (الإنجليزية)